# Ferdinand Pálffy
Hrabě Ferdinand Pálffy z Erdődu (maďarsky Erdődy Pálffy Ferdinand, německy Ferdinand Pálffy von Erdőd, 31. ledna 1774, Vídeň - 4. února 1840 tamtéž) byl uherský šlechtic z rodu Pálffyů. Působil jako důlní inženýr, státní úředník, divadelní podnikatel a hudební mecenáš.

## Život

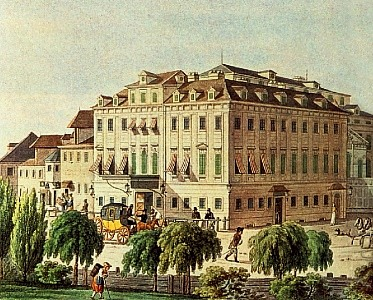
Divadlo na Vídeňce v roce 1815

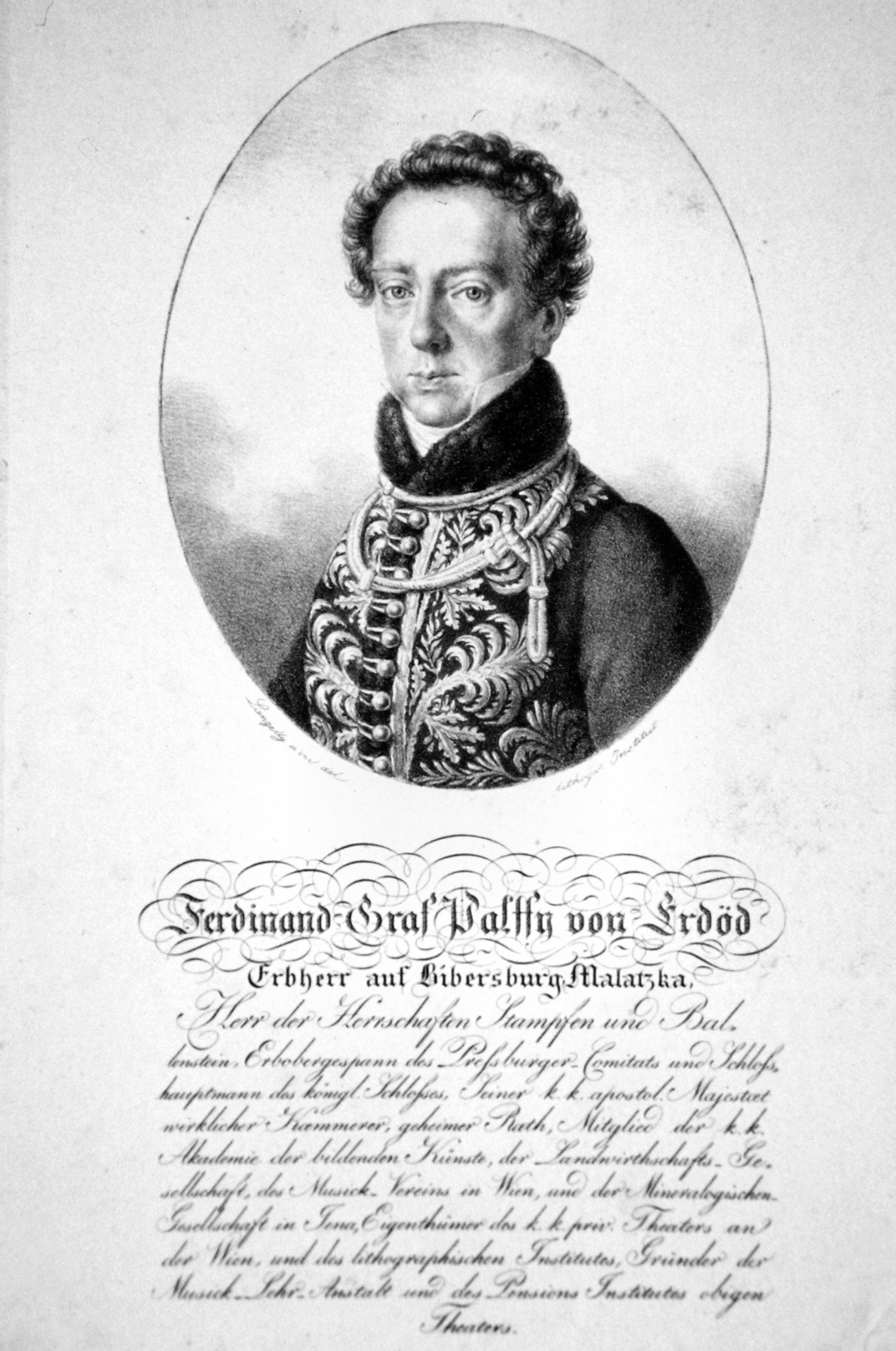
Ferdinand hrabě Pálffy z Erdödu na litografii od Josefa Lanzedelliho staršího, kolem roku 1820

Ferdinand Pálffy byl syn hraběte Leopolda III. Pálffyho z Erdődu (1739–1799).
V letech 1794 až 1796 navštěvoval báňskou akademii v Banské Štiavnici, a po jejím absolvování vstoupil do státních služeb. V roce 1807 patřil vedle knížete Josefa Františka z Lobkovic do Spolku šlechticů, který získal divadlo Na Vídeňce, později také Burgtheater a divadlo u Korutanské brány.
Pálffy byl jedním z podporovatelů Ludwiga van Beethovena a zajistil, aby skladatel kvůli ztrátě sluchu v divadle Na Vídeňce již v roce 1813 dostal volné místo „hned za orchestrem“. I přesto však Beethoven hraběte Pálffyho v divadle „velmi hlasitě“ hanil, jak o tom píše dirigent Louis Spohr, který byl v divadle Na Vídeňce kapelníkem v letech 1813 až 1815.
Za hraběte Pálffyho se v divadle Na Vídeňce 20. prosince 1823 konala premiéra hry Helminy von Chézy Rosamunde se scénickou hudbou Franze Schuberta. Zřejmě jako poděkování hraběti Pálffymu mu Schubert věnoval svou sonátu B dur pro čtyřruční klavír D 617.
V roce 1826 kvůli spekulacím přišel hrabě Pálffy o veškeré své jmění a byl nucen divadlo prodat v dražbě. Z obavy zatčení kvůli dluhům uprchl z Vídně do Bratislavy, kde pobýval několik let, než se vrátil do Vídně, kde 4. února roku 1840 zemřel.